# Werner Remmers

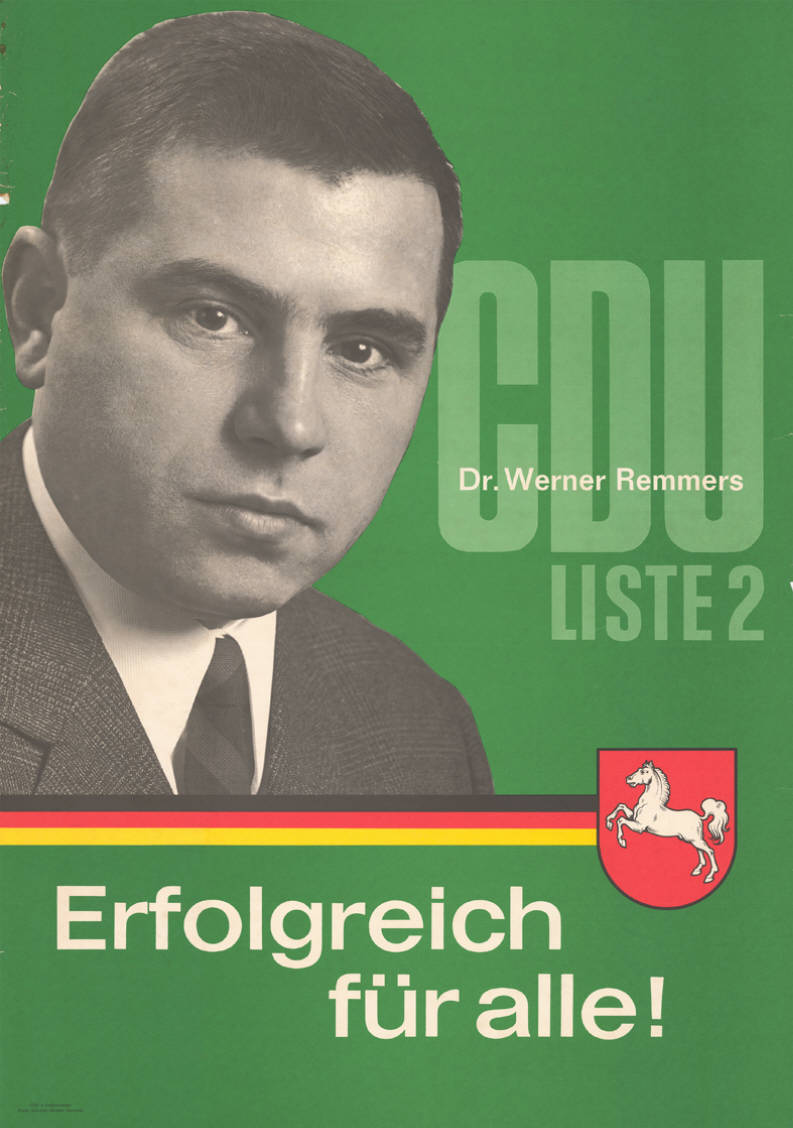
Kandidatenplakat zur Landtagswahl in Niedersachsen 1967

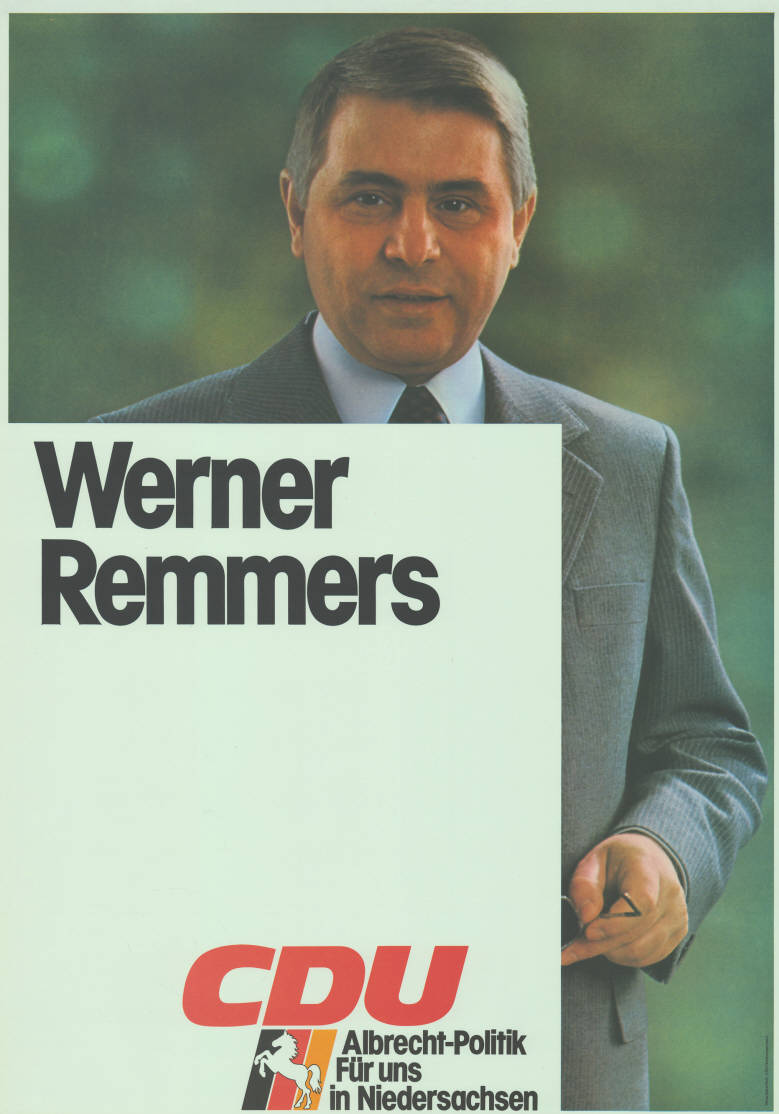
Kandidatenplakat zur Landtagswahl in Niedersachsen 1978

Werner Remmers (* 3. Dezember 1930 in Papenburg; † 19. März 2011) war ein deutscher Volkswirt und Politiker (CDU). Er war von 1976 bis 1982 Kultusminister, von 1976 bis 1977 Minister für Wissenschaft und Kunst und von 1986 bis 1990 Umweltminister des Landes Niedersachsen. Von 1982 bis 1986 war er Vorsitzender der CDU-Landtagsfraktion im Niedersächsischen Landtag.

## Leben und Beruf
Werner Remmers war der Sohn des Malermeisters Bernhard Remmers und der Anna, geborene Rieke; der Politiker Walter Remmers war sein jüngerer Bruder. Nach dem Abitur 1951 am Gymnasium in Papenburg nahm er ein Studium der Volkswirtschaftslehre und der Sozialwissenschaften an der Rheinischen Friedrich-Wilhelms-Universität Bonn und der Westfälischen Wilhelms-Universität Münster auf, das er 1955 mit der Prüfung als Diplom-Volkswirt abschloss. 1960 wurde er bei dem späteren Kardinal Joseph Höffner mit seiner Arbeit Die Auswirkungen der Lohnformen und Lohnermittlungsmethoden auf die persönliche und soziale Zufriedenheit der Arbeitnehmer zum Dr. rer. pol. promoviert.
Remmers arbeitete von 1955 bis 1976 in der Erwachsenenbildung an katholischen Einrichtungen. Er war von 1960 bis 1962 stellvertretender Direktor des Franz-Hitze-Hauses in Münster und von 1962 bis 1976 Direktor des neu gegründeten Ludwig-Windthorst-Hauses in Lingen-Holthausen. Von 1991 bis 1998 fungierte er als Gründungsdirektor der Katholischen Akademie in Berlin.
Werner Remmers war verheiratet und hatte vier Kinder. Ende 1999 erlitt er einen Schlaganfall. Weitere Schlaganfälle machten ihn bis zu seinem Tod schwer pflegebedürftig. Er wurde auf dem Friedhof in Lingen im Ortsteil Holthausen-Biene beerdigt.

## Politik
Remmers trat in die CDU ein und war von 1976 bis 1990 Vorsitzender des CDU-Bezirksverbandes Osnabrück-Emsland. Bei der Landtagswahl 1967 wurde er erstmals als Abgeordneter in den Niedersächsischen Landtag gewählt, dem er ohne Unterbrechung bis 1994 angehörte. Im Parlament war er unter anderem Mitglied des Kultur- und Schulausschusses sowie bildungspolitischer Sprecher der CDU-Landtagsfraktion, die er von 1982 bis 1986 als Vorsitzender leitete.
Remmers wurde am 13. Februar 1976 als Kultusminister in die erste von Ministerpräsident Ernst Albrecht geführte Regierung des Landes Niedersachsen berufen (Kabinett Albrecht I). Gleichzeitig übernahm er die Leitung des Ministeriums für Wissenschaft und Kunst, die er aber am 16. Februar 1977 an Eduard Pestel übergab. In den Folgeregierungen (Kabinett Albrecht II, III) bekleidete er weiterhin das Amt des Kultusministers. Am 22. Juni 1982 schied Remmers aus der Regierung aus. Im Anschluss wurde er zum Vorsitzenden der CDU-Landtagsfraktion gewählt.
Vom 9. Juli 1986 bis zum 21. Juni 1990 war er erneut Regierungsmitglied und amtierte als Umweltminister im fünften Kabinett Albrecht. Er gehörte zu den bekanntesten Köpfen der Regierung Albrecht.

## Ehrenamtliches Engagement
Remmers war ab 1983 Mitglied des Zentralkomitees der deutschen Katholiken, von 1988 bis 1997 dessen Vizepräsident und Mitglied im ND Christsein.Heute (Bund Neudeutschland). Des Weiteren war er Mitglied im Beirat der Vereinigung Gegen Vergessen – Für Demokratie sowie von 1992 bis 2001 Präsident des Maximilian-Kolbe-Werks, das Hilfe für die Überlebenden der nationalsozialistischen Konzentrationslager und Ghettos leistet. 1979 zählte er zu den Gründungsmitgliedern der Deutsch-Polnischen Gesellschaft Hannover e. V. 1983 beteiligte er sich an der Gründung der Ludwig-Windthorst-Stiftung e. V. Lingen, der er vorstand und zu deren Ehrenvorsitzenden er 2005 ernannt wurde. Zudem war er von 1979 bis 1989 Mitglied und Vorsitzender des Kuratoriums der Volkswagenstiftung.

## Sonstiges
Remmers galt „als einer der profiliertesten Köpfe des politischen Katholizismus in den 80er- und 90er-Jahren“ (NDR zum 80. Geburtstag). Er war ein Förderer und „politischer Ziehvater“ des Niedersächsischen Ministerpräsidenten und späteren Bundespräsidenten Christian Wulff.
„Konflikte mit Unionspolitikern aus dem Süden scheute er nicht.“ (faz)
Weitere Bekanntheit erlangte Remmers durch seine frühmorgendlichen Interviews im Deutschlandfunk, in denen er unter anderem die Haltung der Bischöfe in der Frage der Schwangerschaftskonfliktberatung (§ 219 StGB) sowie die Positionen des Papstes kritisierte.

## Ehrungen und Auszeichnungen
- 1979: Großes Bundesverdienstkreuz
- 2005: Großes Verdienstkreuz des Niedersächsischen Verdienstordens[5]

Anlässlich seines 80. Geburtstages veranstaltete das katholische Ludwig-Windthorst-Haus Lingen eine Festakademie.
Ihm zu Ehren wurde 2013 ein Fußweg in Lingen-Holthausen in Werner-Remmers-Patt benannt.

## Schriften
- Die Wirtschaft: Ein Grundriss, Aschendorff 1963
- Unterschied zwischen der Ehelosigkeit aus Glauben und der christlich gelebten Ehe aus Glauben hebt sich im Endeffekt auf, Zentralredaktion des Evang. Pressedienstes, 1996, zusammen mit Josef Homeyer
- Wassersparprogramm Niedersachsen: Konzept zum Einsparen von Trinkwasser in Niedersachsen, 1989
- Tschernobyl, Folgen und Folgerungen, 1987
- Thermische Verwertung durch Verbrennung, 1988